# Marc Girardelli
Marc Girardelli (* 18. července 1963, Lustenau - Rakousko) je lucemburský lyžař. Původem je Rakušan, ale kvůli neshodám s trenéry v rakouském týmu odešel reprezentovat Lucembursko.
Největší úspěchy:
- 5× celkové vítězství ve Světovém poháru
- 5× start na ZOH
  - 9. místo ve sjezdu na ZOH 1988 v Calgary (Kanada)
  - 2. místo v obřím slalomu na ZOH 1992 v Albertville (Francie)
  - 2. místo v Super G na ZOH 1992 v Albertville (Francie)
  - 5. místo ve sjezdu na ZOH 1994 v Lillehammeru (Norsko)
  - 4. místo v Super G na ZOH 1994 v Lillehammeru (Norsko)

- 333 startů ve Světovém poháru
- 97 umístění mezi prvními třemi v závodech Světového poháru